# Острувек (гмина, Любартовский повет)
Гмина Острувек (Любартовский повет) (пол. Gmina Ostrówek (powiat lubartowski)) — сельская гмина (волость) в Польше, входит как административная единица в Любартувский повет, Люблинское воеводство. Население — 4156 человек (на 2004 год).

## Сельские округа
1. Антонювка
2. Бабчизна
3. Цегельня
4. Дембица
5. Дембица-Колёня
6. Елень
7. Каменноволя
8. Лешковице
9. Люшава
10. Острувек
11. Острувек-Колёня
12. Таркавица
13. Завада
14. Журавинец
15. Журавинец-Колёня

## Соседние гмины
1. Гмина Чемерники
2. Гмина Фирлей
3. Гмина Коцк
4. Гмина Любартув
5. Гмина Недзвяда
6. Гмина Семень